# Coliou à dos blanc
Colius colius
Espèce
Statut de conservation UICN

 LC  : Préoccupation mineure
Le Coliou à dos blanc (Colius colius) est une espèce d'oiseau de la famille des Coliidae,

## Description

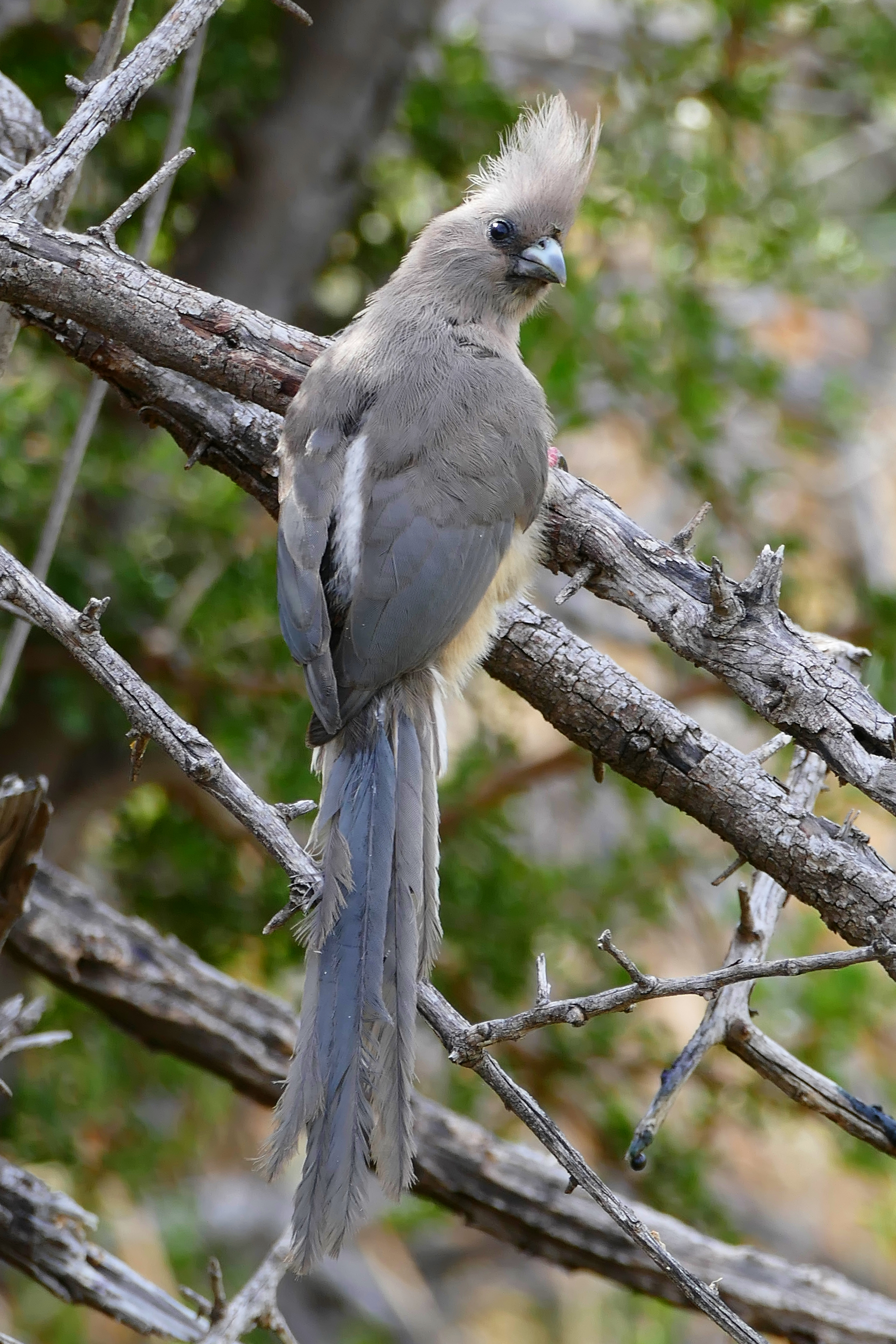
Parc national du Karoo

Cet oiseau vit en Afrique australe (ouest de l'Afrique du Sud, Namibie et sud du Botswana).